# Cầu lông tại Đại hội Thể thao Đông Nam Á 2017
Môn cầu lông thi đấu tại Đại hội Thể thao Đông Nam Á 2017 ở Kuala Lumpur sẽ diễn ra tại sân vận động trong nhà Putra ở Bukit Jalil.
Đại hội năm 2017 sẽ tham gia thi đấu trong 7 nội dung (nam 3 nội dung, nữ 3 nội dung và hỗn hợp 1 nội dung).

## Các quốc gia tham dự
- Brunei
- Campuchia
- Indonesia
- Lào
- Malaysia
- Myanmar
- Philippines
- Singapore
- Thái Lan
- Đông Timor
- Việt Nam

## Tóm tắt huy chương

### Bảng huy chương
Quốc gia chủ nhà
| 1       | Thái Lan  | 4 | 2 | 4  | 10 |
| 2       | Indonesia | 2 | 0 | 4  | 6  |
| 3       | Malaysia  | 1 | 5 | 2  | 8  |
| 4       | Singapore | 0 | 0 | 2  | 2  |
| 4       | Việt Nam  | 0 | 0 | 2  | 2  |
| Tổng số | Tổng số   | 7 | 7 | 14 | 28 |

### Danh sách huy chương
| Đơn nam      | Jonatan Christie · Indonesia | Khosit Phetpradab · Thái Lan | Ihsan Maulana Mustofa · Indonesia |  |  |  |
| Đơn nam      | Jonatan Christie · Indonesia | Khosit Phetpradab · Thái Lan | Nguyễn Tiến Minh · Việt Nam |  |  |  |
| Đơn nữ       | Goh Jin Wei · Malaysia | Sonia Cheah Su Ya · Malaysia | Pornpawee Chochuwong · Thái Lan |  |  |  |
| Đơn nữ       | Goh Jin Wei · Malaysia | Sonia Cheah Su Ya · Malaysia | Gregoria Mariska Tunjung · Indonesia |  |  |  |
|              | | | |  |  |  |
| Đôi nam      | Thái Lan (THA) · Kittinupong Kedren · Dechapol Puavaranukroh | Malaysia (MAS) · Ong Yew Sin · Teo Ee Yi | Thái Lan (THA) · Bodin Isara · Nipitphon Phuangphuapet |  |  |  |
| Đôi nam      | Thái Lan (THA) · Kittinupong Kedren · Dechapol Puavaranukroh | Malaysia (MAS) · Ong Yew Sin · Teo Ee Yi | Indonesia (INA) · Fajar Alfian · Muhammad Rian Ardianto |  |  |  |
| Đôi nữ       | Thái Lan (THA) · Jongkolphan Kititharakul · Rawinda Prajongjai | Thái Lan (THA) · Puttita Supajirakul · Sapsiree Taerattanachai | Malaysia (MAS) · Vivian Hoo Kah Mun · Woon Khe Wei |  |  |  |
| Đôi nữ       | Thái Lan (THA) · Jongkolphan Kititharakul · Rawinda Prajongjai | Thái Lan (THA) · Puttita Supajirakul · Sapsiree Taerattanachai | Việt Nam (VIE) · Đinh Thị Phương Hồng · Đỗ Thị Hoài |  |  |  |
| Đôi nam nữ   | Thái Lan (THA) · Dechapol Puavaranukroh · Sapsiree Taerattanachai | Malaysia (MAS) · Goh Soon Huat · Shevon Lai Jemie | Malaysia (MAS) · Chan Peng Soon · Cheah Yee See |  |  |  |
| Đôi nam nữ   | Thái Lan (THA) · Dechapol Puavaranukroh · Sapsiree Taerattanachai | Malaysia (MAS) · Goh Soon Huat · Shevon Lai Jemie | Thái Lan (THA) · Bodin Isara · Savitree Amitrapai |  |  |  |
|              | | | |  |  |  |
| Đồng đội nam | Indonesia (INA) · Fajar Alfian · Berry Angriawan · Muhammad Rian Ardianto · Jonatan Christie · Hafiz Faisal · Hardianto · Firman Abdul Kholik · Panji Ahmad Maulana · Ihsan Maulana Mustofa · Edi Subaktiar                                           | Malaysia (MAS) · Chan Peng Soon · Goh Soon Huat · Goh Sze Fei · Nur Izzudin · Lee Zii Jia · Lim Chi Wing · Ong Yew Sin · Soong Joo Ven · Teo Ee Yi · Iskandar Zulkarnain Zainuddin   | Thái Lan (THA) · Adulrach Namkul · Bodin Isara · Dechapol Puavaranukroh · Kantaphon Wangcharoen · Khosit Phetpradab · Kittinupong Kedren · Nanthakarn Yordphaisong · Nipitphon Phuangphuapet · Suppanyu Avihingsanon · Trawut Potieng |  |  |  |
| Đồng đội nam | Indonesia (INA) · Fajar Alfian · Berry Angriawan · Muhammad Rian Ardianto · Jonatan Christie · Hafiz Faisal · Hardianto · Firman Abdul Kholik · Panji Ahmad Maulana · Ihsan Maulana Mustofa · Edi Subaktiar                                           | Malaysia (MAS) · Chan Peng Soon · Goh Soon Huat · Goh Sze Fei · Nur Izzudin · Lee Zii Jia · Lim Chi Wing · Ong Yew Sin · Soong Joo Ven · Teo Ee Yi · Iskandar Zulkarnain Zainuddin   | Singapore (SGP) · Danny Bawa Chrisnanta · Terry Hee Yong Kai · Hendra Wijaya · Jason Wong Guang Liang · Lee Jianliang · Loh Kean Hean · Loh Kean Yew · Muhammad Elaf Tan Wei · Ryan Ng Zin Rei · Dominic Soh Shi Xuan                 |  |  |  |
| Đồng đội nữ  | Thái Lan (THA) · Savitree Amitrapai · Pattarasuda Chaiwan · Pornpawee Chochuwong · Nitchaon Jindapol · Chananchida Jucharoen · Jongkolphan Kititharakul · Busanan Ongbamrungphan · Rawinda Prajongjai · Puttita Supajirakul · Sapsiree Taerattanachai | Malaysia (MAS) · Sonia Cheah Su Ya · Cheah Yee See · Chow Mei Kuan · Goh Jin Wei · Ho Yen Mei · Vivian Hoo Kah Mun · Shevon Lai Jemie · Lee Meng Yean · Lee Ying Ying · Woon Khe Wei | Indonesia (INA) · Apriani Rahayu · Dinar Dyah Ayustine · Fitriani · Gloria Emanuelle Widjaja · Gregoria Mariska Tunjung · Greysia Polii · Hanna Ramadini · Ni Ketut Mahadewi Istirani · Rosyita Eka Putri Sari · Shella Devi Aulia ·  |  |  |  |
| Đồng đội nữ  | Thái Lan (THA) · Savitree Amitrapai · Pattarasuda Chaiwan · Pornpawee Chochuwong · Nitchaon Jindapol · Chananchida Jucharoen · Jongkolphan Kititharakul · Busanan Ongbamrungphan · Rawinda Prajongjai · Puttita Supajirakul · Sapsiree Taerattanachai | Malaysia (MAS) · Sonia Cheah Su Ya · Cheah Yee See · Chow Mei Kuan · Goh Jin Wei · Ho Yen Mei · Vivian Hoo Kah Mun · Shevon Lai Jemie · Lee Meng Yean · Lee Ying Ying · Woon Khe Wei | Singapore (SGP) · Grace Chua Hui Zhen · Ker' Sara Koh · Liang Xiaoyu · Nur Insyirah Khan · Ong Ren-ne · Si To Jia Rong · Tan Wei Han · Crystal Wong Jia Ying · Yeo Jia Min                                                            |  |  |  |